# Mohamed Fakhir
Mohamed Fakhir (ur. 19 października 1953 w Casablance) - były marokański piłkarz grający na pozycji pomocnika.

## Kariera piłkarska
Przez całą karierę piłkarską Fakhir związany był z zespołem Raja Casablanca. W pierwszej lidze marokańskiej grał w latach 1972-1982. W 1974 i 1977 roku dwukrotnie wywalczył z Rają mistrzostwo Maroka.

## Kariera trenerska
Po zakończeniu kariery piłkarskiej Fakhir został trenerem. Od 1983 do 1996 roku pracował w Rai Casablanca, z którą w 1996 roku został mistrzem Maroka. Następnie prowadził kolejno: RS Settat, Union Sidi Kacem, Hassanię Agadir (mistrzostwo w 2002 i 2003 roku) i FAR Rabat (mistrzostwo w 2005, Puchar Maroka w 2003 i 2004 oraz Afrykański Puchar Konfederacji w 2005). W 2006 roku został selekcjonerem reprezentacji Maroka, którą poprowadził w Pucharze Narodów Afryki 2006. Potem trenował Moghreb Tétouan i ponownie FAR Rabat (mistrzostwo w 2008). Od 2010 roku znów prowadzi Moghreb Tétouan.